# オビタイガーサラマンダー
オビタイガーサラマンダー（Ambystoma mavortium）は、トラフサンショウウオ科トラフサンショウウオ属に分類される有尾類。

## 分布
- A. m. diaboli ハイイロタイガーサラマンダー

アメリカ合衆国（サウスダコタ州北東部、ノースダコタ州、ミネソタ州西部）、カナダ（サスカチュワン州南部、マニトバ州南西部）
- A. m. melanostictum ブロッチタイガーサラマンダー

アメリカ合衆国（アイダホ州、オレゴン州、コロラド州北西部、ネブラスカ州北部、モンタナ州、ユタ州北東部、ワシントン州西部）、カナダ（アルバータ州南部、サスカチュワン州南部、ブリティッシュコロンビア州南部）
- A. m. mavortium オビタイガーサラマンダー

アメリカ合衆国（アリゾナ州、オクラホマ州、カンザス州、コロラド州東部、テキサス州、ニューメキシコ州、ネブラスカ州、ワイオミング州南東部）、メキシコ（ソノラ州北部）

## 形態
全長20-25cm。和名のオビ（帯）と英名のBarred（縞模様のある）はほぼ同義。しかし亜種により体色や斑紋に変異があり、和名や英名のように帯にならない亜種もいる。
- A. m. diaboli ハイイロタイガーサラマンダー

暗黄色の体色に黒い斑点が入る。
- A. m. melanostictum ブロッチタイガーサラマンダー

緑褐色の体色に不規則な黒い斑紋が入る。
- A. m. mavortium オビタイガーサラマンダー

黄色い体色に黒い横縞模様が入る。

## 分類
以前はタイガーサラマンダーの亜種とされていた。しかし近年はタイガーサラマンダーの基亜種（トウブタイガーサラマンダー）を除いた亜種を分割し、本種の亜種とする説が有力。
- Ambystoma mavortium diaboli Dunn, 1940　ハイイロタイガーサラマンダー　Gray tiger salamander
- Ambystoma mavortium melanostictum (Baird, 1860)　ブロッチタイガーサラマンダー　Blotched tiger salamander
- Ambystoma mavortium mavortium Baird, 1850　オビタイガーサラマンダー　Barred tiger salamander
- Ambystoma mavortium nebulosum Hallowell, 1853　アリゾナタイガーサラマンダー　Arizona tiger salamander
- Ambystoma mavortium stebbinsi Lowe, 1954　ソノラタイガーサラマンダー　Sonoran tiger salamander

## 生態
森林や半砂漠地帯に生息する。夜行性で、昼間は小動物が掘った巣穴などで休む。地域によっては共食いを行い大型化することもある。逆に寒冷地や乾燥地等の地域では、幼生の期間が短く大型化しないとされる。
食性は動物食で、昆虫類、節足動物、甲殻類、陸棲の貝類、小型両生類、小型爬虫類、小型哺乳類などを食べる。貪欲で目の前で動くものには食いつく。
繁殖形態は卵生。池沼や水たまり等の卵を捕食する生物のいない止水中に卵を産む。環境によっては幼形成熟する。

## 人間との関係
アリゾナ州では州を代表する両生類に選ばれている。
ペットとして飼育されることもあり、日本にも輸入されている。主に基亜種が流通する。有尾類の中では丈夫で、餌付きやすいことから陸棲有尾類の飼育入門種として紹介されることもある。テラリウムで飼育される。大型種のためやや大型のケージを用意する。ミズゴケや腐葉土などの床材を敷き、流木やコルクバーグ、植木鉢などを設置してで隠れ家にする。全身が漬かれる水容器を用意する。カエルツボカビ症の伝播や定着の危険性があるため、一度飼育した個体を遺棄してはいけない。